# Aleida Guevara
Aleida Guevara March (Havana, 24 de novembro de 1960) é uma médica pediatra cubana-argentina. É a primogênita de quatro filhos de Ernesto "Che" Guevara e sua segunda esposa, Aleida March.
Ela é doutora em medicina e trabalha no Hospital Infantil William Soler, em Havana. Também trabalhou como médica em Angola, Equador e Nicarágua. Ela é entrevistada sobre a filosofia por trás da assistência médica universal no filme Sicko, de Michael Moore.
Aleida Guevara tem sido uma defensora dos direitos humanos e da anulação da dívida das nações em desenvolvimento. É autora do livro Chávez, Venezuela and the New Latin America ("Chávez, Venezuela e a Nova América Latina", em tradução livre) com o então presidente da Venezuela, Cel. Hugo Chávez.

## Vida pregressa
Aleida tem o mesmo nome da mãe, Aleida March Torres, que foi uma das primeiras integrantes do Movimento 26 de Julho, e assim como o pai é a primogênita da prole. Che Guevara era o mais velho de cinco filhos de uma família argentina de classe alta de imigrantes espanhóis pré-independência (bascos e cantábricos) e de ascendência irlandesa. O sobrenome Guevara deriva da forma castelhana do basco Gebara, nome habitacional da província de Álava.
Embora Aleida tivesse apenas quatro anos e meio quando o seu pai deixou Cuba para fomentar a revolução no Congo, e quase sete quando foi executado na Bolívia, ela ainda guarda boas recordações dele. Uma dessas histórias que ela compartilhou publicamente é que seu pai inventava histórias de animais para seus filhos distantes, afirmando:

"Meu pai não teve a oportunidade de aproveitar nossa infância. Mas quando ele estava fora, o que acontecia na maior parte do tempo, ele nos mandava histórias e desenhos em cartões postais. Meu irmão Camilo foi repreendido na creche por usar palavrões, e minha mãe confrontou Che porque ele tinha o hábito de xingar – como fazem todos os argentinos. Ele estava na África e escreveu para Camilo dizendo que não podia xingar na escola, ou Pepe, o jacaré [inventado por Che Guevara], arrancaria a perna de Che com uma mordida. Então ele teve que parar de xingar para proteger seu pai."

## A influência do pai
"Os escritos do meu pai são como os de José Martí, os valores que encerram são eternos."— Aleida Guevara

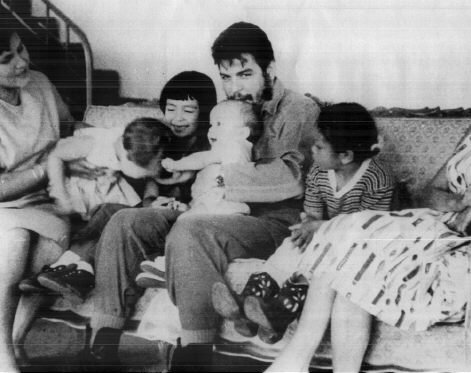
A família Guevara em 1963.

Aleida Guevara refere-se a seu pai, Che, como fonte de inspiração pessoal. Ao fazer discursos em todo o mundo, ela frequentemente menciona seus escritos, observando que considera seus diários particularmente úteis por suas "percepções políticas e maturidade emocional". Ela também afirmou que ocasionalmente exclama: "Caramba! Se ao menos colocássemos em prática esta ou aquela sugestão estaríamos em uma posição melhor agora." Em referência ao uso generalizado de seu pai como símbolo de rebelião, ela afirmou que quando vê uma criança carregando sua imagem em uma marcha e a criança diz: "Quero ser como Che e lutar até a vitória final", ela se sente exultante.
Ao discutir o legado de seu pai, Aleida comentou que:
"Meu pai sabia amar, e essa era a sua característica mais bela: a capacidade de amar. Para ser um revolucionário de verdade, você precisa ser um romântico. A sua capacidade de se entregar à causa dos outros estava no centro das suas crenças – se pudéssemos seguir o seu exemplo, o mundo seria um lugar muito mais bonito."

## Militância política

### Missão médica em Angola
Aleida Guevara cita o seu tempo como parte de uma missão médica cubana em Angola como tendo deixado uma marca duradoura. Ela descreve o impacto dessa experiência com estas palavras:

"Consegui salvar a vida de muitas crianças, mas às vezes simplesmente não consegui. A tristeza e o arrependimento ficam com você para sempre. A impotência sentida naquele momento me motiva a agir contra o racismo, a exploração do ser humano e a frequente indolência daqueles que aceitam as coisas como elas são."

### Chavez, Venezuela, and the New Latin America
Aleida Guevara entrevistou o ex-presidente venezuelano Hugo Chávez para o livro Chavez, Venezuela, and the New Latin America em fevereiro de 2004. O livro foi transformado em documentário e inclui trechos da entrevista com Chávez discutindo a Revolução Bolivariana, entrevistas com médicos humanitários cubanos que trabalham para os pobres na Venezuela, uma entrevista com o General Jorge Carneiro sobre a tentativa de golpe de abril de 2002, além de cenas de vida e apoio a Chávez na Venezuela. Aleida permanece uma crítica das reformas em Cuba e uma apoiadora do modelo socialista da ilha.

## Trabalho atual e vida pessoal

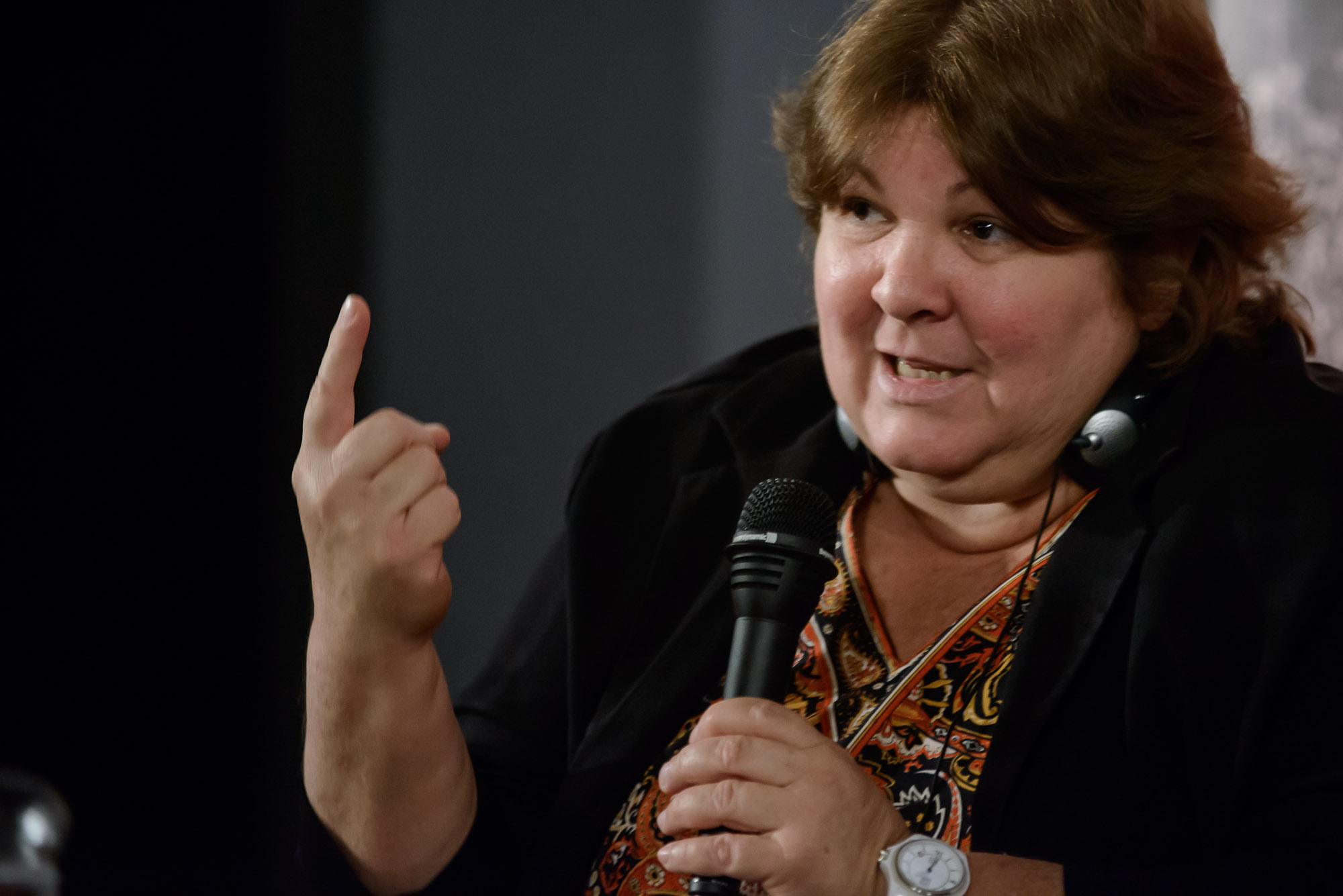
Aleida Guevara palestrando no Festival Subversivo em Zagreb, na Croácia, em 2013.

A partir de 2009, Aleida Guevara ajudou a administrar dois lares para crianças deficientes em Cuba e mais dois para crianças refugiadas com problemas domésticos. Como pediatra especializada em alergias infantis, ela também esteve envolvida no apoio médico a uma comunidade na área inundada ao redor do Rio Cauto, no leste de Cuba, enquanto anunciou planos para trabalhar na Ilha da Juventude, que foi devastada por vários furacões em 2008.
Participa também como intelectual pública e ativista em conferências, debates e festivais, como o Festival Subversivo de 4 a 8 de maio de 2013, em Zagreb, na Croácia. Lá ela foi palestrante convidada ao lado de outros pensadores públicos notáveis como Slavoj Žižek e Tariq Ali.
Ela tem duas filhas, Estefânia (também conhecida como "guapísima") e Célia. Ela desfilou no carnaval brasileiro em Porto Alegre, em 2011, num carro alegórico em homenagem a sei pai, com um folião fantasiado de Che Guevara ao seu lado.

## Obras publicadas
- Hugo Chávez, Frías; Guevara March, Aleida (2005). Chávez, Venezuela and the New Latin America: An Interview with Hugo Chávez (em inglês) 1ª ed. Nova York, NY: Ocean Press. 143 páginas. ISBN 978-1920888008. OCLC 62728935